# Beta Muscae
Beta Muscae (β Mus / HD 110879 / HR 4844) es una estrella de magnitud aparente +2,91, la segunda más brillante en la constelación de Musca tras α Muscae.
Se encuentra a 341 años luz de distancia del sistema solar.
Beta Muscae es una binaria compuesta por dos estrellas blanco-azuladas de la secuencia principal.
La componente principal, Beta Muscae A, tiene tipo espectral B2V y es una estrella caliente de 22.500 K de temperatura efectiva.
Su luminosidad es 2750 veces superior a la del Sol y tiene una masa de 8 masas solares.
Su radio es 3,5 veces más grande que el del Sol y, como otras estrellas similares, rota a gran velocidad —su velocidad de rotación proyectada es de 160 km/s—, empleando menos de un día en completar un giro.
Beta Muscae B, la estrella secundaria, tiene tipo espectral B3V y una temperatura de 18.500 K.
1200 veces más luminosa que el Sol, tiene una masa de 6 masas solares y es del mismo tamaño que su compañera.
Los parámetros orbitales del sistema no son bien conocidos; el período orbital aproximado es de 194,3 años y la separación media entre las dos estrellas puede estar comprendida entre 80 y 101 UA.
La órbita es notablemente excéntrica y el apoastro (máxima separación) tuvo lugar en 1954.
El plano orbital se halla inclinado 37° respecto al plano del cielo.
Beta Muscae pertenece a la asociación estelar de Centaurus-Crux. Su velocidad radial (47 km/s, tres veces mayor que el valor habitual) sugiere que puede ser una estrella fugitiva.